# Jon Olsen
Pour les articles homonymes, voir Olsen.
Jon Olsen (né le 25 avril 1969 à New Britain, États-Unis) est un ancien nageur américain de nage libre, triple champion olympique. 
Il remporte aux Jeux olympiques d'été de 1992 deux titres olympiques en relais 4 × 100 m nage libre et 4 × 100 m quatre nages ainsi qu'une médaille de bronze en 4 × 200 m nage libre. Il termine en outre quatrième du 100 m nage libre. Aux Jeux olympiques d'été de 1996, il est médaillé d'or en relais 4 × 100 m nage libre et neuvième du 100 m nage libre. Il nage aussi les demi-finales du relais 4 × 200 m nage libre mais n'apparaît pas dans la finale remportée par les Américains.